# わたしたちの進路
『わたしたちの進路』（わたしたちのしんろ）は、1962年4月9日から1966年3月18日までNHK教育テレビジョンで放送された中学校特別活動向け学校放送番組である。

## 放送時間
| 期間                  | 放送時間                                   |
| --------------------- | ------------------------------------------ |
| 1962年4月 - 1963年3月 | 月曜日 13:40 - 14:00                       |
| 1963年4月 - 1965年3月 | 月曜日 14:00 - 14:20                       |
| 1965年4月 - 1966年3月 | 金曜日 15:00 - 15:20／月曜日 14:00 - 14:20 |

## 出演者
- 語り - 久米明

## 放送リスト

### 1962年度
- 1962年04月09日 職業や学校は誰がえらぶか[1]
- 1962年04月16日 将来について考えよう 1[1]
- 1962年04月23日 将来について考えよう 2[1]
- 1962年04月30日 将来について考えよう 3[1][2]
- 1962年05月07日 いろいろな職業 [1]
- 1962年05月14日 学校のえらび方[1]
- 1962年05月21日 自動耕うん機とともに[1]
- 1962年05月28日 パン工場[1]
- 1962年06月04日 マイクロ塔のかげに[1]
- 1962年06月11日 住みこみ商店員[1][2]
- 1962年06月18日 キーパンチャーの指[1]
- 1962年06月25日 織姫の日記[1][2]
- 1962年07月02日 船つくり三代[1]
- 1962年07月09日 鋼鉄をつくる [1]
- 1962年07月16日 職業をえらぼう[1]
- 1962年09月03日 職業と適性[1]
- 1962年09月10日 公共職　業訓練所[1]
- 1962年09月17日 はたらきつつまなぶ [1]
- 1962年09月24日 クレーンとともに[1]
- 1962年10月01日 自動車部品工場[1]
- 1962年10月08日 自動車組立工場   [1]
- 1962年10月15日 テレビ工場[1]
- 1962年10月22日 時計工場[1]
- 1962年10月29日 栄養士の仕事[1]
- 1962年11月05日 美容師と理容師 [1]
- 1962年11月12日 医師・看護婦・保健婦[1]
- 1962年11月19日 職場をえらぼう[1]
- 1962年11月26日 コースをえらぼう[1]
- 1962年12月03日 バスの車掌さん[1]
- 1962年12月10日 警察官の仕事[1]
- 1962年12月17日 年賀状のかげに [1]
- 1963年01月07日 各種学校について[1]
- 1963年01月14日 A君の場合[1]
- 1963年01月21日 B君の場合[1]
- 1963年01月28日 C君の場合[1]
- 1963年02月04日 上級学校の生活[1]
- 1963年02月11日 職場の生活[1]
- 1963年02月18日 職場で成功するには[1]
- 1963年02月25日 職業生活の向上 [1]
- 1963年03月04日 進学する友へ [1]
- 1963年03月11日 就職する友へ[1]

### 1963年度
- 1963年04月08日 人生は誰のものか[3]
- 1963年04月15日 将来の進路について考えよう 1[3]
- 1963年04月22日 将来の進路について考えよう 2[3]
- 1963年05月06日 将来の進路について考えよう 3[3]
- 1963年05月13日 産業と職業 1[3]
- 1963年05月20日 産業と職業 2[3]
- 1963年05月27日 いろいろな学校 1[3]
- 1963年06月03日 いろいろな学校 2[3]
- 1963年06月10日 働く人々のすがた 1 農業に従事する人々[3]
- 1963年06月17日 働く人々のすがた 2 運転手の生活[3]
- 1963年06月24日 働く人々のすがた 3 放送に従事する人々   [3]
- 1963年07月01日 働く人々のすがた 4 保母さんの生活    [3]
- 1963年07月08日 進路の相談 [3]
- 1963年07月15日 職場をしらべよう[3]
- 1963年09月02日 学校や職業のえらび方[3]
- 1963年09月09日 自分の特色を知ろう 1[3]
- 1963年09月16日 自分の特色を知ろう 2[3]
- 1963年09月23日 職業訓練施設 1 [3]
- 1963年09月30日 職業訓練施設 2[3]
- 1963年10月07日 働きつつ学ぶ[3]
- 1963年10月14日 大企業と中小企業[3]
- 1963年10月21日 販売に従事する人々 [3]
- 1963年10月28日 製造に従事する人々 1 [3]
- 1963年11月04日 製造に従事する人々 2   [3]
- 1963年11月11日 製造に従事する人々 3[3]
- 1963年11月18日 資格と職業  [3]
- 1963年11月25日 わが国の産業の動向[3]
- 1963年12月02日 高等学校の特色  [3]
- 1963年12月09日 高専をたずねて[3]
- 1963年12月16日 サービス業に働く人びと[3]
- 1964年01月06日 年少者の保護 [3]
- 1964年01月13日 A君の場合   [3]
- 1964年01月20日 Bさんの場合[3]
- 1964年01月27日 C君の場合[3]
- 1964年02月03日 高等学校の生活[3]
- 1964年02月10日 職場の生活 1 商店員   [3]
- 1964年02月17日 職場の生活 2 技能工[3]
- 1964年02月24日 職場への適応[3]
- 1964年03月02日 集団就職[3]
- 1964年03月09日 進学する友へ [3]
- 1964年03月16日 就職する友へ[3]

### 1964年度
- 1964年04月06日 将来への希望[4]
- 1964年04月13日 将来の進路 1 進学[4]
- 1964年04月20日 将来の進路 2 就職[4]
- 1964年04月27日 将来の進路 3 家事・家業   [4]
- 1964年05月04日 進路の研究[4]
- 1964年05月11日 自分の特色を知るには 1[4]
- 1964年05月18日 自分の特色を知るには 2[4]
- 1964年05月25日 進路の相談 1 [4]
- 1964年06月01日 進路の相談 2[4]
- 1964年06月08日 新しい農業[4]
- 1964年06月15日 事務の能率化 [4]
- 1964年06月22日 技術革新[4]
- 1964年06月29日 産業と職業 1[4]
- 1964年07月06日 産業と職業 2[4]
- 1964年07月13日 学校や職場の研究[4]
- 1964年09月04日 いろいろな学校 1[4]
- 1964年09月14日 いろいろな学校 2[4]
- 1964年09月21日 高等学校の特色[4]
- 1964年09月28日 職業訓練施設 1  [4]
- 1964年10月05日 職業訓練施設 2[4]
- 1964年10月12日 働きながら学ぶために[4]
- 1964年10月19日 職場をたずねて 1 紡績工場  [4]
- 1964年10月26日 職場をたずねて 2 家庭電化製品工場[4]
- 1964年11月02日 職場をたずねて 3 オートバイ工場 [4]
- 1964年11月09日 職場をたずねて 4 デパート[4]
- 1964年11月16日 職場をたずねて 5 消防署・観光バス[4]
- 1964年11月30日 資格と職業 1 [4]
- 1964年12月07日 資格と職業 2 [4]
- 1964年12月14日 大企業と中小企業[4]
- 1965年01月11日 進学した先輩から 1[4]
- 1965年01月18日 進学した先輩から 2  [4]
- 1965年01月25日 就職した先輩から 1[4]
- 1965年02月01日 就職した先輩から 2 [4]
- 1965年02月08日 年少労働者の保護  [4]
- 1965年02月15日 職場の生活 1[4]
- 1965年02月22日 職場の生活 2 [4]
- 1965年03月01日 新しい生活への準備[4]
- 1965年03月08日 就職する人へ[4]
- 1965年03月15日 進学する人へ[4]

### 1965年度
- 1965年04月09日 明日への夢[5]
- 1965年04月19日 明るい将来[5]
- 1965年04月26日 わたしの進路計画  [5]
- 1965年05月10日 自分を知るには 1[5]
- 1965年05月17日 自分を知るには 2[5]
- 1965年05月24日 五島くんのなやみ [5]
- 1965年05月31日 とき子のなやみ[5]
- 1965年06月07日 進路と適性[5]
- 1965年06月14日 進路と相談 [5]
- 1965年06月21日 わたしたちの進路研究[5]
- 1965年06月28日 いろいろな学校 1[5]
- 1965年07月05日 いろいろな学校 2 [5]
- 1965年07月12日 学校や職場の調査    [5]
- 1965年09月03日 印刷工場[5]
- 1965年09月13日 自動車運転手[5]
- 1965年09月20日 農村に生きる[5]
- 1965年09月27日 鉄をつくる[5]
- 1965年10月04日 駅前商店街[5]
- 1965年10月11日 警察官・消防士 [5]
- 1965年10月18日 カメラ工場[5]
- 1965年10月25日 客船で働く人[5]
- 1965年11月01日 保母 [5]
- 1965年11月08日 鉄道員[5]
- 1965年11月15日 紡績工場[5]
- 1965年11月22日 溶接工[5]
- 1965年11月29日 美容院・理髪店[5]
- 1965年12月06日 医師・看護婦  [5]
- 1965年12月13日 高等学校の生活   [5]
- 1965年12月20日 進路の相談 2[5]
- 1966年01月10日 働きながら学ぶ   [5]
- 1966年01月17日 職業訓練施設[5]
- 1966年01月24日 先輩からのたより 1  [5]
- 1966年01月31日 先輩からのたより 2[5]
- 1966年02月07日 故郷をはなれて[5]
- 1966年02月14日 仲間とともに 1[5]
- 1966年02月21日 仲間とともに 2[5]
- 1966年02月28日 労働者の保護 1 [5]
- 1966年03月07日 労働者の保護 2[5]
- 1966年03月14日 卒業する友へ[5]